# 창녕 진만석 영세불망비
창녕 진만석 영세불망비(昌寧 陣萬碩 永世不忘碑)는 대한민국 경상남도 창녕군 대지면 용소리에 있는, 용암공의 덕을 후세에 전하기 위해 세운 비이다. 1997년 12월 31일 경상남도의 문화재자료 제250호로 지정되었다.

## 개요
용암공의 덕을 후세에 전하기 위해 세운 비로, 이웃한 마을에 불이 나서 비석이 불에 타 형태가 일그러질 지경이 되자, 마을의 여러 유지들이 논의하여 다시 세운 것이다.
조선 순조 34년(1834)에 세웠으며, 비 양 옆에 기둥을 세우고 그 위에 지붕돌을 얹어 이를 보존하고 있다.

## 참고 문헌
- 창녕 진만석 영세불망비 - 국가유산청 국가유산포털